# 4 (álbum de Foreigner)
4 é um álbum de Foreigner, lançado em 1981.
A canção "Waiting for a Girl Like You" esteve incluída na trilha sonora internacional da novela da Rede Globo, O Homem Proibido, exibida em 1982.

## Faixas
Todas as canções foram escritas por Lou Gramm e Mick Jones, exceto onde especificado.
1. Night Life - 3:11
2. Juke Box Hero - 4:29
3. Break It Up - 3:48 - (Jones)
4. Waiting for a Girl Like You - 4:11
5. Luanne - 3:48
6. Urgent - 4:51 - (Jones)
7. I'm Gonna Win - 4:18 - (Jones)
8. Woman in Black - 4:42 - (Jones)
9. Girl on the Moon - 3:49
10. Don't Let Go - 4:49
11. Juke Box Hero [unplugged version*] - 3:06
12. Waiting for a Girl Like You [unplugged version*] - 2:50

* faixa bônus da edição de 2002